# Доње Вуковско
Доње Вуковско је насељено мјесто у Босни и Херцеговини, у општини Купрес, које административно припада Федерацији Босне и Херцеговине. Према попису становништва из 1991. у насељу је живјело 207 становника.

## Историја
Усташе су 1941. године заробиле 180 људи из Доњег и Горњег Вуковског и стрељале их на Боровој глави код Ливна.

## Становништво
Попис 1991.
укупно: 207
| Националност       | 1991.        |
| Срби               | 204 (98,55%) |
| Муслимани          | 1 (0,48%)    |
| Хрвати             | 1 (0,48%)    |
| остали и непознато | 1 (0,48%)    |
| укупно             | 207          |